# 異常巻きアンモナイト

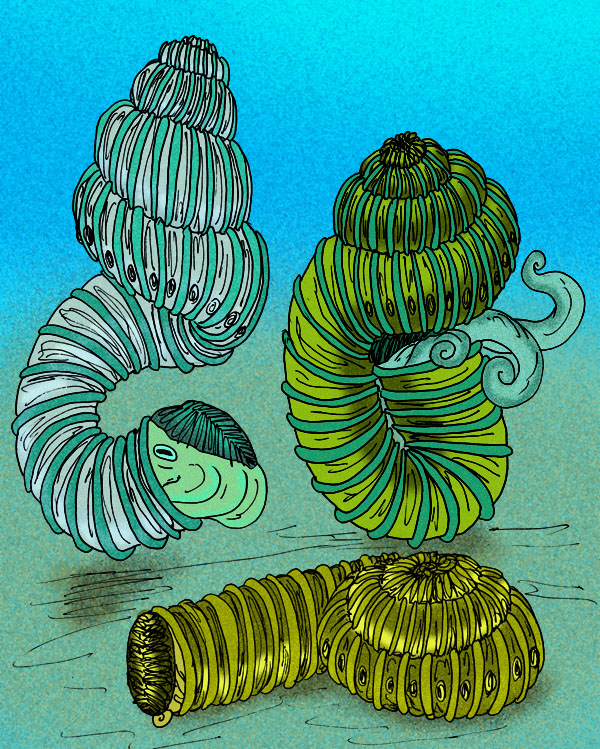
ノストセラス

異常巻きアンモナイト（いじょうまきアンモナイト）は、狭義のアンモナイトのうち殻の螺旋が解けたような形状を示すもの。分類上は多系統群であり、進化の過程を反映した単一の系統群（単系統群）ではない。古くは三畳紀に出現していたが、特に繁栄したのは後期白亜紀の北太平洋地域であり、日本などの当時の地層から化石が産出する。かつては絶滅しつつあるグループの進化の行き詰まりと見なされていたが、後に適応放散の結果として獲得された特徴であると考えられるようになった。

## 形態と生態
異常巻きアンモナイトには一般的なアンモナイトと比較して複雑な構造を持つものが多いが、いずれも病変や奇形ではない。ここで言う異常とは「平面螺旋状にぴったりとは巻かない殻」のことを指し、殻は属や種ごとに固有の形態を示している。また、巻貝と違って異常巻きアンモナイトでは同一種内でも左巻きの個体と右巻きの個体の両方を確認することができ、頭足綱（アンモナイト）と腹足綱の生殖の違いがその理由の1つとして挙げられている。
異常巻きアンモナイトはアンモナイト目（狭義のアンモナイト）のうちアンモナイト亜目とアンキロセラス亜目に見られる。従って、異常巻きであるからといって単一の系統群をなすわけではない。また、アンキロセラス亜目の属種の全てが異常巻きというわけでもない。例えばドウビレイセラスはアンキロセラス亜目のアンモナイトであるが、その殻は平面螺旋を描いており、かつ螺旋に空隙が存在しない。

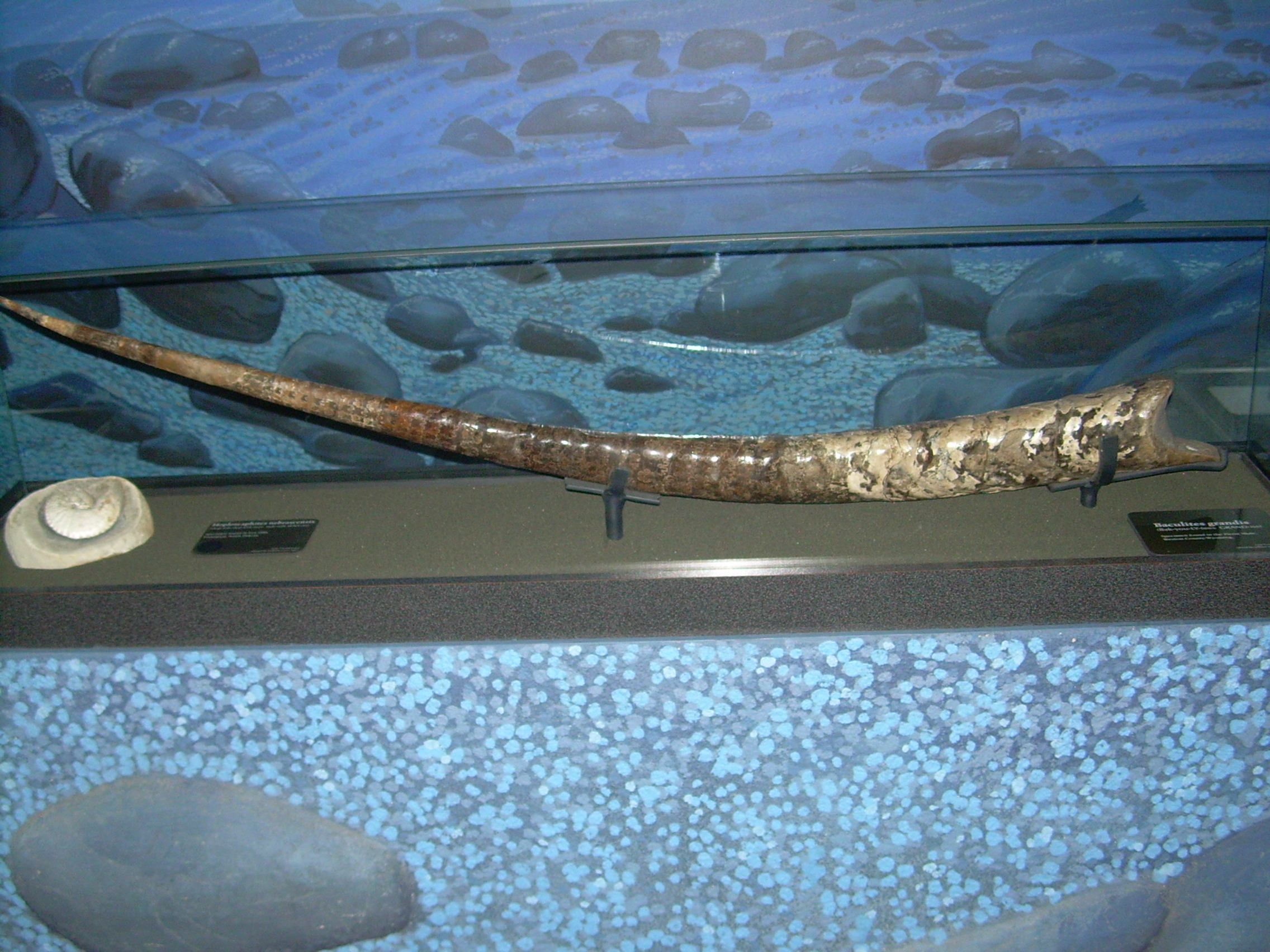
ユタ州産バキュリテス
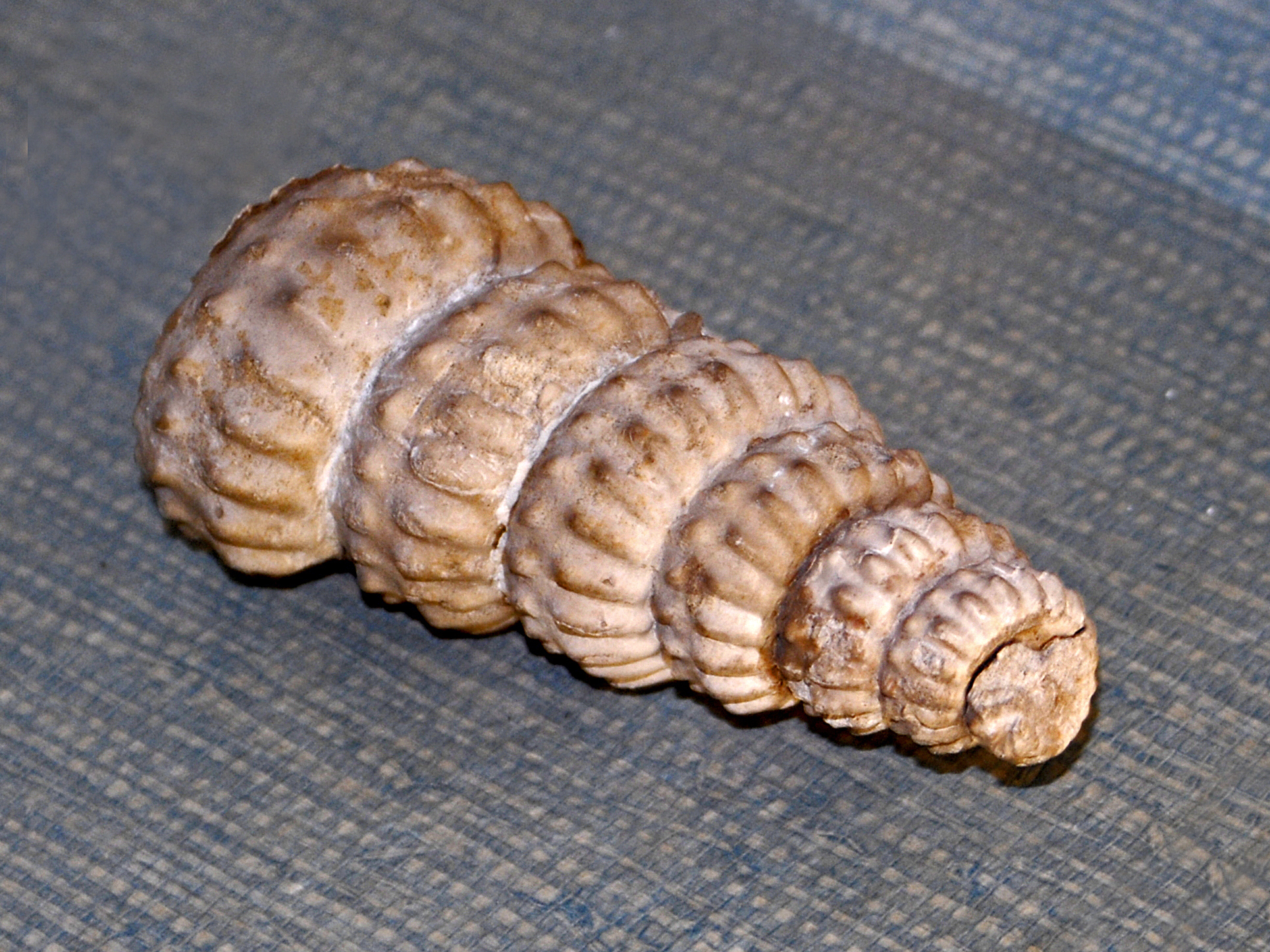
ルーアン産ツリリテス（英語版）
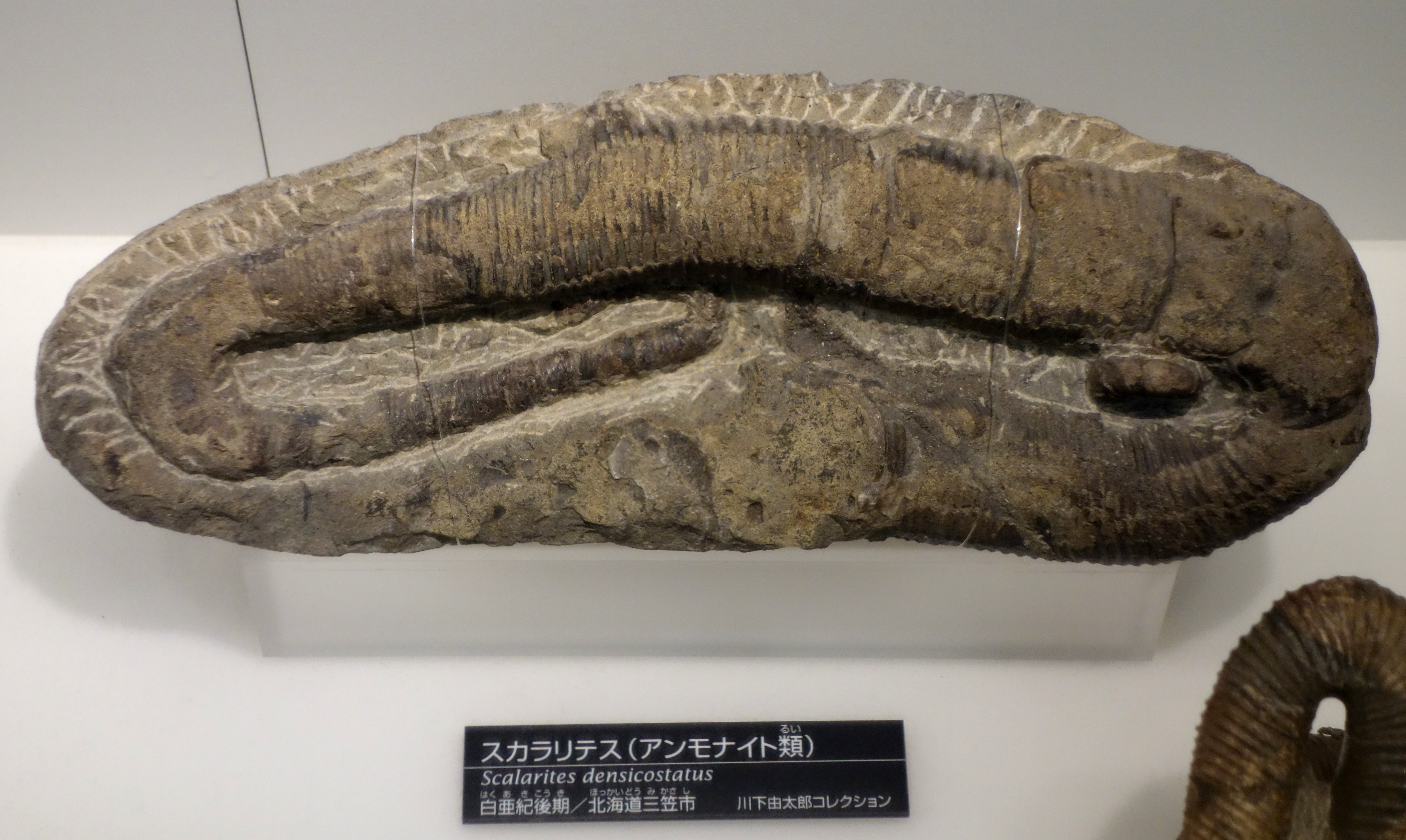
三笠市産スカラリテス
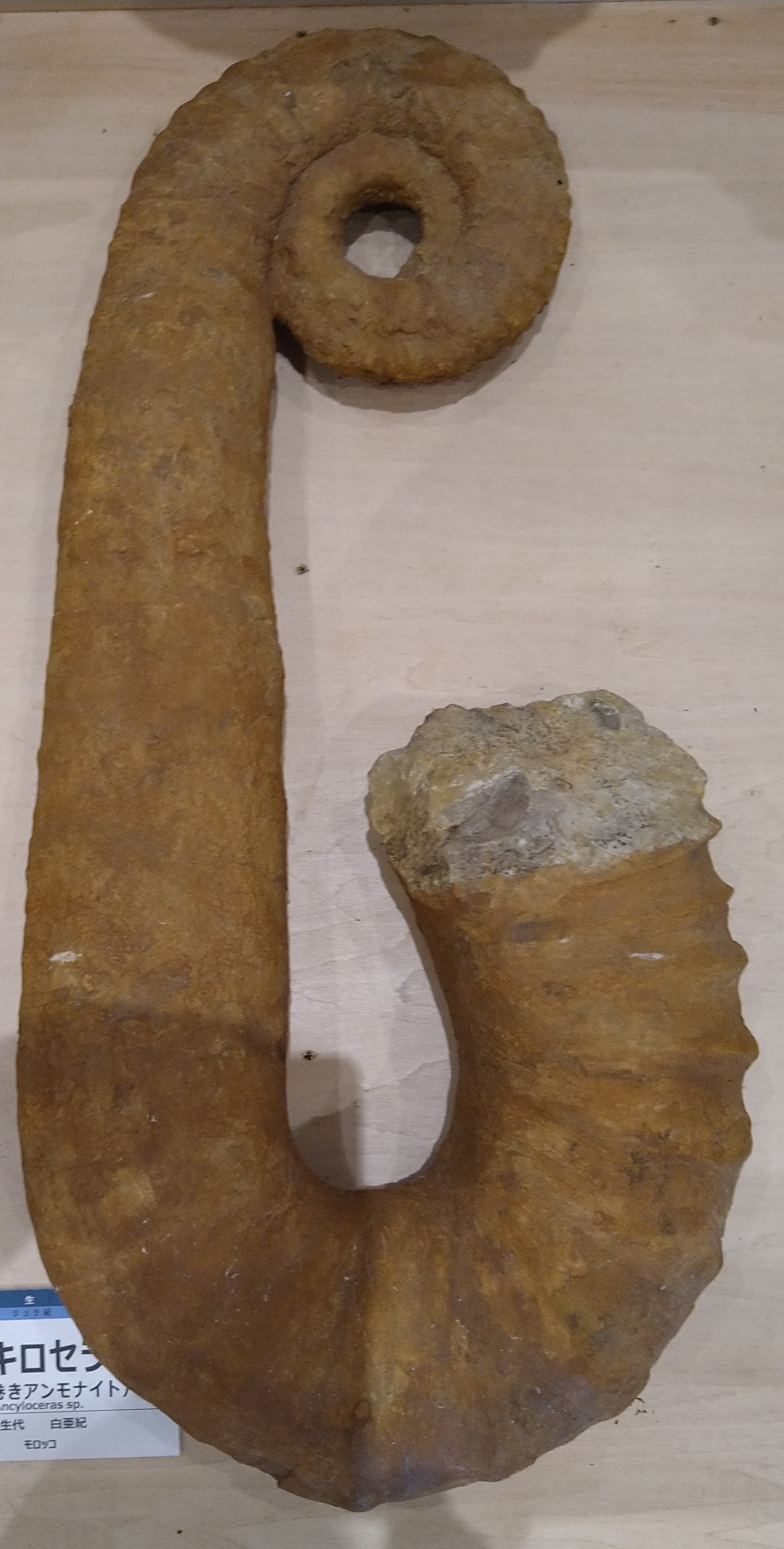
ロシア産アンキロセラスの化石
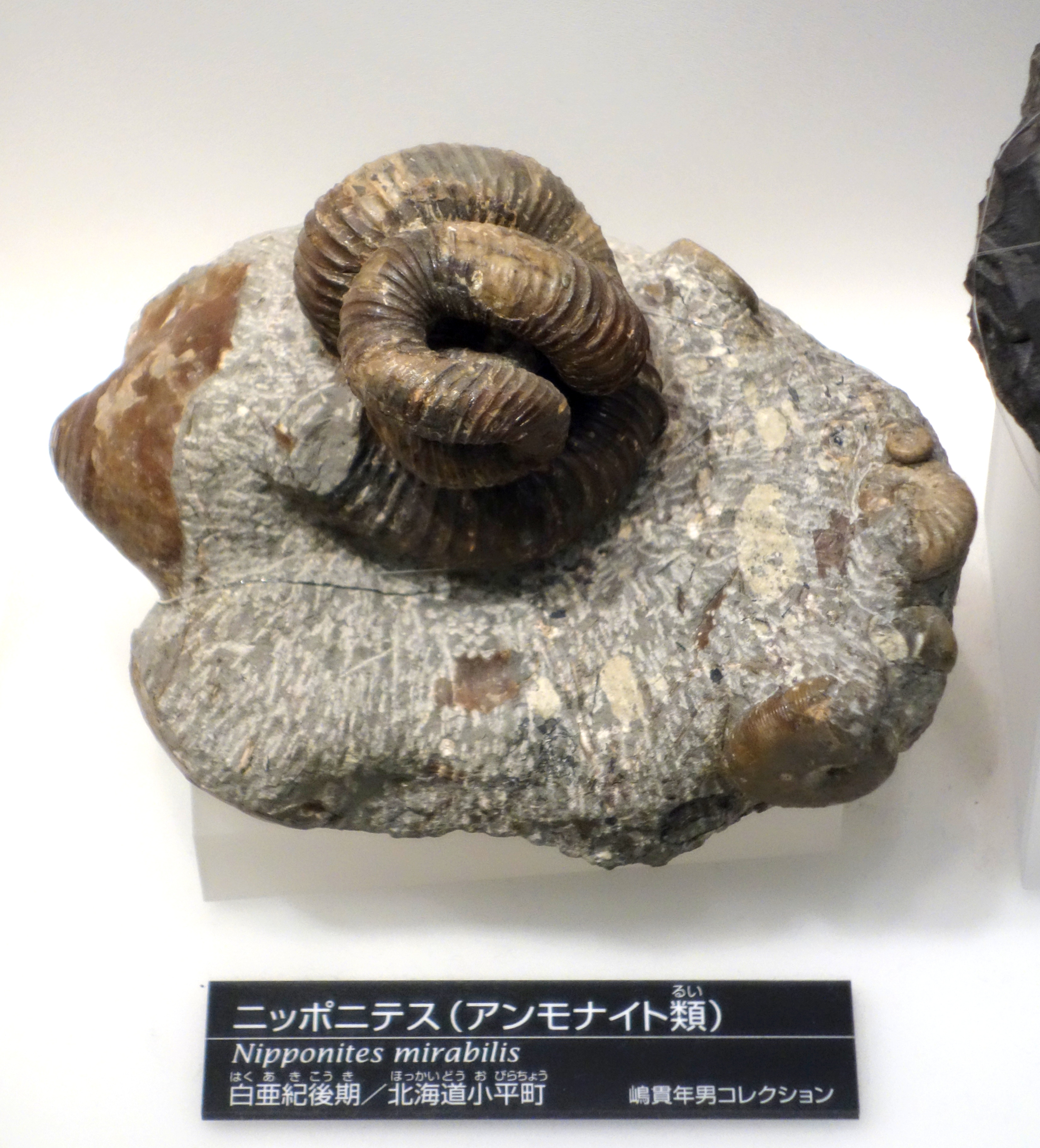
小平町産ニッポニテス
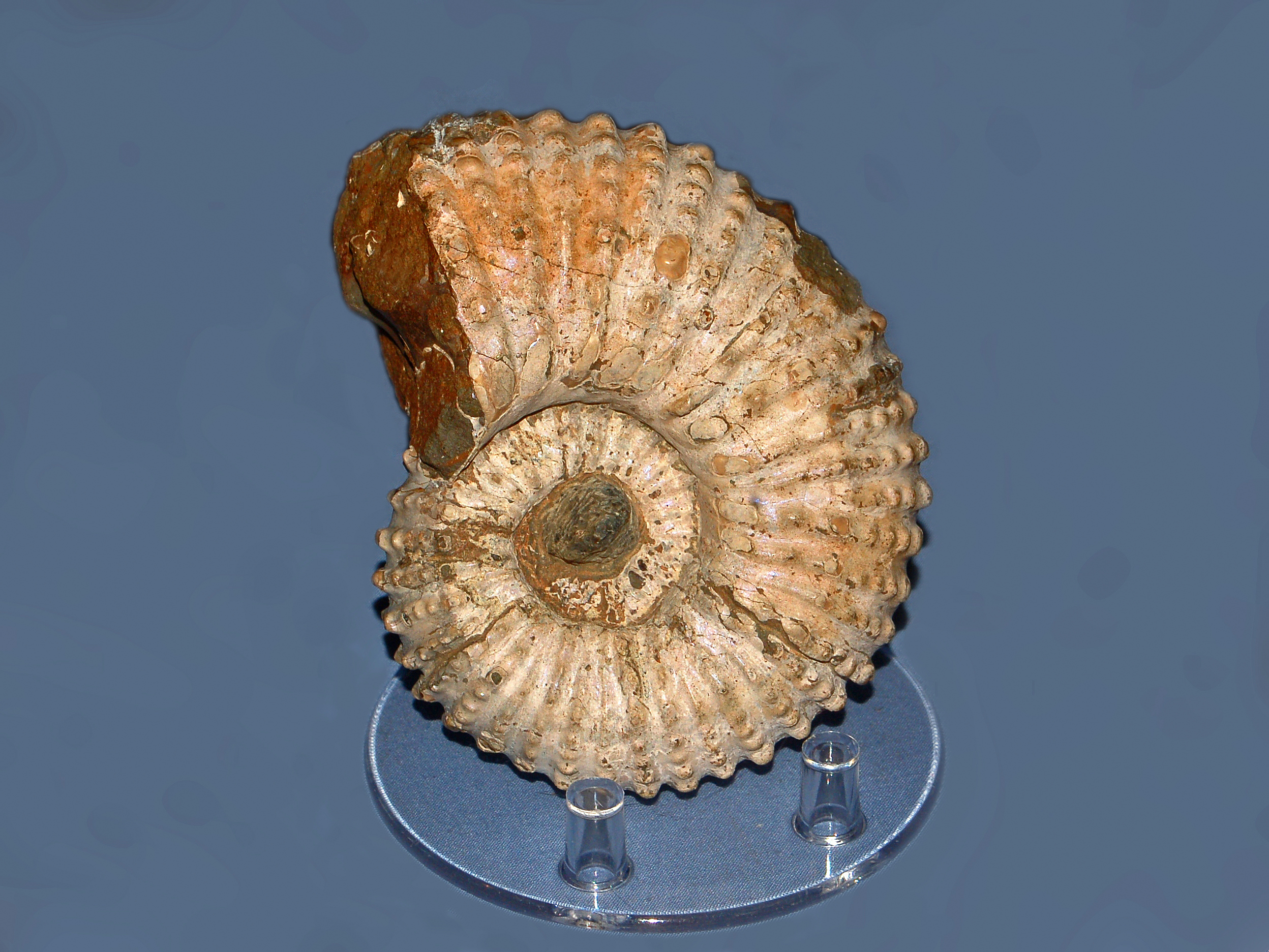
マダガスカル産ドウビレイセラス。異常巻きではない。

異常巻きアンモナイトの起源は古く、アンモナイト亜目のスピロセラス上科に属するものは三畳紀に出現した。一方でノストセラス科に代表されるアンキロセラス亜目の異常巻きアンモナイトは後期白亜紀の北太平洋地域において繁栄した。アンモナイト全体の生息した水深は海面から10 - 200メートル程度とされており、うち異常巻きアンモナイトは先に述べたように多くが底生生活を送っていたと考えられている。しかし細かい生態については現在も謎が多い。

## 発見と解釈
異常巻きアンモナイトは20世紀初頭に発見された。当初から矢部長克の Yabe(1904) などで不規則な形状ではないことが指摘されていたが、当時は発見されていた個体数が少なかったため、何らかの要因で正常な螺旋に成長できなかった個体であると考えられるようになった。アンモナイトという系統が寿命を迎えて衰退するにつれて生じた末期的な異常進化の結果である、という見解も登場した。

対数螺旋を拡大・縮小しても形状は変化しない。

20世紀後半には異常巻きアンモナイトの殻の形状を説明する数理モデルが登場した。デイヴィッド・M・ラウプは Raup(1966) で、巻貝やオウムガイの殻に見られる対数螺旋を数学的に表現できるRaupモデルを提唱した。オウムガイなどの殻の形状の基本となっている平面的な対角螺旋では、物体のスケールは変数として関与せず、母曲線（殻口）が距離に比例してどれだけ広がるかを決定すれば形状が決定される。これに着目し3次元座標に拡張したRaupモデルでは、殻口の拡張率W（1周での拡大度合）、母曲線の位置D（螺旋の広がり方）、転移率T（巻き軸からの距離に対する軸方向への成長度合い）の3つがパラメータとされた。
以下にそのパラメータの定義を示す。なお{\displaystyle r_{\text{n}}}はn巻目における巻き軸から螺環中心までの距離、{\displaystyle R_{\text{n}}}は巻き軸から螺環の外側の端までの距離、{\displaystyle y_{\text{n}}}は成長開始点から螺環中心までの距離である。
{\displaystyle W={\frac {y_{\text{n-1}}}{y_{\text{n}}}}}
{\displaystyle D={\frac {2r_{\text{n}}-R_{\text{n}}}{R_{\text{n}}}}}
{\displaystyle T={\frac {y_{\text{n}}}{r_{\text{n}}}}}
これらのパラメータは全て2つの部位の長さの比で表現することができる。Tを決定するためには母曲線の中心の推定が不可欠ではあるが、長さが分かれば絶対座標で殻の形を決定できるようになった。
異常巻きアンモナイトの形状を説明するため、岡本隆はRaupモデルを改良してOkamoto(1988)で成長管モデルを提唱した。成長管モデルでは螺管拡大率E（頂点角度）、規格化曲率C（曲げ）、規格化捩率T（ひねり）という3つのパラメータが設けられ、Raupモデルはこれらのパラメータが全て定数であった場合のモデルとして扱われた。すなわち、Raupモデルの拡張版が成長管モデルにあたる。
以下にそのパラメータの近似を示す。なお{\displaystyle r_{\text{n}}}はn巻目における螺環の半径、θは螺環の曲率、ψは螺環のねじれ率、εは母曲線の大きさである。
{\displaystyle E\asymp {\frac {r_{\text{n+1}}}{r_{\text{n}}}}^{\frac {1}{\epsilon }}}
{\displaystyle C\asymp {\frac {\theta }{\epsilon }}}
{\displaystyle T\asymp {\frac {\psi }{\epsilon }}}
成長管モデルの大きな特徴は3つのパラメータが母曲線の大きさで規格化されている点である。これにより成長管モデルでは成長開始点を原点とする絶対座標ではなく現時点での開口部から見た相対座標が採用されていて、殻の内部に住む軟体部目線の数理モデルが実現された。3つのパラメータがいずれも各成長段階において定義される量であることも手伝い、成長管モデルはなぜそのような形状に異常巻きアンモナイトが成長したのか、発生学的な視点での表現を可能にしたのである。
オウムガイやいわゆる正常巻きアンモナイトでは規格化捩率が0である。この場合、成長初期の殻の形状が平面螺旋を描いているとすると、過去の住房であった気室に空気が入って浮力が獲得され、そのバランスにより成長の過程を通じて開口部の向きは一定を維持する。しかし成長初期段階において底生生活に適応して殻の重心がズレていると（つまり平面螺旋でないと）成長するにつれて浮力のバランスが崩れて殻が持ち上がり開口部が下を向いてしまう。それを回避して開口部の向きを一定に保つため、異常巻きアンモナイトの殻は複雑にねじれていると解釈されている。それぞれの属や種で多様な形状が認められるが、その形状は彼らの生態を反映しており、豊富な種数や個体数は海底付近の様々な環境に適応した結果と見られている。

## 産地
日本において産出する主な地層としては北海道を南北に走る蝦夷層群や、四国や近畿地方を東西に走る和泉層群があり、その間に位置する北関東の那珂湊層群も研究において重要な地域と目されている。化石は多産しており、土屋健曰くニッポニテスの化石を発見する研究者や愛好家は少なくなく、ポリプチコセラスに至ってはあまりに多産するため愛好家が産地で捨てて帰ることも多い。ただし多産するとはいえ、その形状ゆえに化石化の過程や発掘の過程で破損しやすく、全身を完全な状態で得られることは稀である。

## 文化的利用
化石の産出する地域では博物館で企画展が開催されることもあるほか、マダガスカリテスとニッポニテスの標本が1970年から北海道三笠市の指定文化財として認められている。三笠市では「あんもふれんず」と称したアンモナイトのキャラクターとして異常巻きアンモナイトからはユーボウ、ヴァルディ、ニッポニーが採用され、各種グッズ化もされている。また、異常巻きアンモナイトの中でもニッポニテスは日本古生物学会のシンボルマークに選ばれており、矢部長克がニッポニテス・ミラビリスを新属新種として記載した10月15日は「化石の日」に指定されている。